# Liste der Orte im Kreis Maramureș

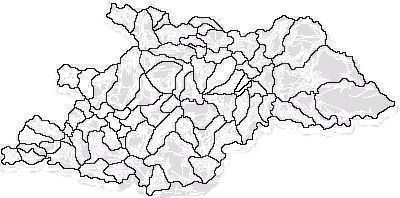
Gemeinden des Kreises Maramureș

Der Kreis Maramureș in Rumänien besteht aus offiziell 246 Ortschaften. Davon haben 13 den Status einer Stadt, 63 den einer Gemeinde. Die übrigen sind administrativ den Städten und Gemeinden zugeordnet.

## Städte
| - Baia Mare - Baia Sprie - Borșa - Cavnic - Dragomirești | - Săliștea de Sus - Seini - Sighetu Marmației - Șomcuta Mare - Târgu Lăpuș | - Tăuții-Măgherăuș - Ulmeni - Vișeu de Sus |

## Gemeinden
| - Ardusat - Ariniș - Asuaju de Sus - Băița de sub Codru - Băiuț - Bârsana - Băsești - Bicaz - Bistra - Bocicoiu Mare - Bogdan Vodă - Boiu Mare - Botiza - Budești - Călinești - Câmpulung la Tisa - Cernești - Cicârlău - Coaș - Coltău - Copalnic-Mănăștur | - Coroieni - Cupșeni - Desești - Dumbrăvița - Fărcașa - Gârdani - Giulești - Groși - Groșii Țibleșului - Ieud - Lăpuș - Leordina - Mireșu Mare - Moisei - Oarța de Jos - Ocna Șugatag - Oncești - Petrova - Poienile de sub Munte - Poienile Izei - Recea | - Remetea Chioarului - Remeți - Repedea - Rona de Jos - Rona de Sus - Rozavlea - Ruscova - Săcălășeni - Săcel - Sălsig - Săpânța - Sarasău - Satulung - Strâmtura - Suciu de Sus - Șieu - Șișești - Vadu Izei - Valea Chioarului - Vima Mică - Vișeu de Jos |

## A
| - Arduzel - Arieșu de Câmp | - Arieșu de Pădure - Aspra | - Asuaju de Jos |

## B
| - Baba - Băile Borșa - Băița - Bârgău - Berbești - Berchez - Berchezoaia | - Berința - Blidari - Bocicoel - Boiereni - Bontăieni - Borcut - Bozânta Mare | - Bozânta Mică - Breb - Brebeni - Buciumi - Bușag - Buteasa - Buzești |

## C
| - Cărbunari - Cărpiniș - Cătălina - Cetățele - Chechiș - Chelința - Chiuzbaia - Ciocotiș - Ciolt | - Ciuta - Codru Butesii - Colțirea - Copalnic - Copalnic-Deal - Cornești - Corni - Coruia - Costeni | - Coștiui - Crăciunești - Crasna Vișeului - Cufoaia - Culcea - Curtuiușu Mare - Curtuiușu Mic |

## D
| - Dămăcușeni - Dănești - Dăneștii Chioarului | - Dealu Corbului - Dealu Mare - Dobricu Lăpușului | - Drăghia - Dumbrava - Durușa |

## F
| - Fânațe - Fântânele - Făurești - Ferești | - Fericea - Fersig - Finteușu Mare - Finteușu Mic | - Firiza - Frâncenii Boiului |

## G
| - Glod | - Groape |

## H
| - Handalu Ilbei - Hărnicești | - Hideaga - Hoteni | - Hovrila |

## I
| - Iadăra - Iapa | - Ilba - Inău | - Întrerâuri - Izvoarele |

## J
| - Jugăstreni |

## L
| - Lăpușel - Larga - Lăschia | - Lazu Baciului - Libotin - Lucăcești | - Lunca la Tisa |

## M
| - Măgureni - Mănăstirea - Mânău | - Mara - Merișor - Mesteacăn | - Mocira - Mogoșești |

## N
| - Nănești | - Negreia | - Nistru |

## O
| - Oarța de Sus - Ocoliș | - Odești | - Orțița |

## P
| - Peteritea - Piatra - Plopiș | - Poiana Botizii - Posta - Preluca Nouă | - Preluca Veche - Pribilești - Prislop |

## R
| - Răzoare - Remecioara - Remeți pe Someș | - Rodina - Rogoz - Rohia | - Românești - Rus - Rușor |

## S
| - Săbișa - Săliște - Sălnița - Sârbi (Budești) - Sârbi (Fărcașa) - Săsar - Sat-Șugatag | - Satu Nou de Jos - Satu Nou de Sus - Șindrești - Slătioara - Someș-Uileac - Stejera - Stoiceni | - Strâmbu - Stremț - Suciu de Jos - Șugău - Șurdești |

## T
| - Tămaia - Tămășești - Tăuții de Sus | - Teceu Mic - Țicău - Tisa | - Tohat - Trestia - Tulghieș |

## U
| - Ulmoasa - Unguraș | - Ungureni | - Urmeniș |

## V
| - Vad - Valea Cufundoasă - Valea Hotarului - Valea Neagră - Valea Stejarului | - Valea Vișeului - Văleni - Vălenii Lăpușului - Vălenii Șomcutei - Vărai | - Vicea - Viile Apei - Vima Mare - Vișeu de Mijloc |